# ارتباط گروه خونی و کووید ۱۹
ارتباط گروه خونی و کووید ۱۹ (به انگلیسی: Relationship between blood group and Covid 19) مجموعه تحقیقاتی است که باعث شد محققان ژن‌های هزاران بیمار که به کووید ۱۹ آلوده شده بودند را در جهان بررسی نمایند و در اولین تحقیق که توسط پژوهشگران ووهان چین بر گروه خونی بیماران بیماری کروناویروس ۲۰۱۹ انجام دادند به این نتیجه رسیدند که احتمال شدت یافتن بیماری در افراد دارای گروه خونی A بیشتر از افراد با گروه خونی O است. شایان ذکر است مابقی گروه‌های خونی مابین این دو گروه به عنوان بیشترین و کمترین میزان احتمال شدت یافتن بیماری قرار خواهند گرفت. 
دومین تحقیق و تحلیل که نتایج آن در ژورنال پزشکی نیوانگلند منتشر شده است، رابطه سببی میان نوع گروه خونی و بیماری شدید کووید ۱۹ را ثابت نمی‌کند اما تاییدکننده نتایج بررسی قبلی پژوهشگران چینی دربارهٔ رابطه گروه خونی و بیماری شدید کرونا است.
مقالات منتشر شده توسط محققان دیگر کشورها بر اساس تحقیقات بعدی نتایج منتشر شده توسط محققان چینی را تأیید نکرده و اعلام نمودند رابطه مشخص و معنی داری در خصوص ارتباط گروه‌های خونی و شدت بیماری کووید ۱۹ را مشاهده ننموده‌اند.

## بیماری کروناویروس ۲۰۱۹
کووید ۱۹ اولین بار در دسامبر ۲۰۱۹ از چین شروع به گسترش کرد، علائم غالب این بیماری عفونی، پنومونی و نارسایی تنفسی است که علائم گزارش شده در اپیدمی سندرم تنفسی حاد را در سال ۲۰۰۳ تکرار می‌کند. درک چگونگی انتقال این عفونت، نقش اساسی در ارزیابی پتانسیل همه‌گیری آن که ممکن است در آینده پایدار باشد، ایفا می‌کند. تفاوت نرخ شیوع بیماری در جوامع و جغرافیاهای مختلف باعث شد تا تحقیقات متعددی دربارهٔ عوامل مؤثر بر ابتلا و مرگ و میر ناشی از بیماری صورت پذیرد؛ این تحقیقات، نقش الگوهای مختلفی مانند دما و رطوبت، دیابت، فشار خون بالا، سن، چاقی، جنسیت، مصرف سیگار، بیماری‌های مزمن قلبی-عروقی و … را در ابتلا به این بیماری مشخص نمود؛ علاوه بر موارد ذکر شده، سابقه جغرافیایی عفونت‌های گذشته در نسخه قدیمی کروناویروس توانست به درک ناهمگونی مشاهده شده در ابتلای افراد در مناطق مختلف کمک کند. وجود ارتباط بین گروه خونی و ابتلا به بعضی از بیماری‌ها سبب شد تا وجود یا عدم وجود این ارتباط با کووید ۱۹ نیز بررسی گردد. به‌طور خاص، برخی از گروه‌های خونی حساس به برخی از ویروس‌هایی، از جمله کرونا ویروس و نوروویروس، شناخته شدند. گلیکوزیل ترانسفرازهای گروه‌های خونی A و B همچنین نوع فرایند گلیکوزیلاسیون بر تعداد زیادی از انواع سلول‌ها، از جمله سلول‌های اپیتلیال در دستگاه تنفسی و تکثیر ذرات ویروسی، تأثیر گذار بوده و سبب تفاوت‌ها در نرخ ابتلا به بیماری در گروه‌های خونی مختلف شده است.
اخیراً برخی از محققان دریافتند که گروه‌های خونی ABO خطر متفاوتی را در ابتلا به SARS-CoV-2 همانند نسخهٔ قبلیش، SARS-CoV، دارند.

## انواع گروه خونی
| طبقه‌بندی ABO      | Rh منفی | Rh مثبت |
| ----------------- | ------- | ------- |
| آنتی‌ژن A و B      | -AB     | +AB     |
| آنتی‌ژن A          | -A      | +A      |
| آنتی‌ژن B          | -B      | +B      |
| فاقد آنتی‌ژن A و B | -O      | +O      |

گروه خونی به معنای وجود یا عدم وجود نوعی از آنتی‌بادی‌ها و آنتی‌ژن‌ها بر سطح گلبول‌های قرمز است. این مسئله، یک نوع ویژگی انتسابی (ارثی) است و دو نوع طبقه‌بندی اصلی دارد؛ مهم‌ترین طبقه‌بندی، طبقه‌بندی ABO است که بر اساس آن چهار گروه خونی اصلی «AB ,B ،A و O» وجود دارد و طبقه‌بندی دیگر عامل ارهاش آنتی‌ژن D است که به دو نوع مثبت (دارای آنتی‌ژن D) و منفی (فاقد آنتی‌ژن D) تقسیم می‌شود. هر چند گروه خونی‌های شناخته شده در آخرین برآورد، سال ۲۰۱۹، به ۴۱ عدد می‌رسد اما به دلیل نادر بودن، در تقسیم‌بندی‌های اصلی قرار نمی‌گیرند. (مانند گروه خونی بنبئی)

## ارتباط گروه خونی و بیماری‌ها
هر کدام از گروه‌های خونی به دلیل دارا بودن نوع خاصی از ژن و آنتی‌ژن تفاوت‌های بسیاری با یکدیگر دارند، مطالعات صورت گرفته نشان داد نوع ژنومِ انواعِ مختلفِ گروه‌های خونی ABO مشخص کننده فعالیت آنزیم مبدل آنژیوتانسین (ACE), تعداد گلبول‌های قرمز خون، غلظت هموگلوبین خون (هماتوکریت) و فاکتور فون ویلبراند است؛ این موارد می‌تواند عوامل تعیین‌کننده ای در ابتلا به بیماری‌هایی مانند سکته قلبی، بیماری عروق کرونر، سکته مغزی ایسکمیک، دیابت نوع ۲، ترومبوآمبولی وریدی و کووید ۱۹ باشد؛ به عنوان مثال، انعقاد خون یک عامل رایج و خطرناک در بیماران مبتلا به کووید ۱۹ است که می‌تواند با ایجاد لخته‌های خونی سبب انواع سکته و مرگ شود. همچنین متاآنالیز تحقیقاتی در سال ۲۰۱۲ مشخص نمود، «داشتن گروه خونی غیر O» از مهم‌ترین عوامل ابتلا به ترومبوآمبولی وریدی است.

## تاریخچه تحقیقات
نخستین بار محققان چینی در بررسی و تحقیق روی نتایج آماری بیماری کووید ۱۹ به این نتیجه رسیدند که شدت نارسایی‌های تنفسی در بیماران با گروه‌های خونی خاصی بیشتر است که بعد از پاندمی ویروس کرونا مورد توجه دانشمندان آلمانی و نروژی قرار گرفت.

### ووهان چین
در ۱۷ مارس ۲۰۲۰، درست زمانی که ویروس کووید ۱۹ در انگلستان به پاندمی تبدیل شد میل آنلاین (به انگلیسی: MailOnline) گزارش داد که محققان چینی دریافتند که افراد دارای گروه خونی A به‌طور قابل توجهی بیشتر O به ویروس کرونا مبتلا می‌شوند.
این مطالعه در ووهان همچنین نشان داد که افرادی که دارای خون نوع A هستند بیشتر در اثر COVID-19 می‌میرند.
در آمار جمعیتی عمومی این تحقیق خون O (۳۴٪) و A (۳۲٪) بوده است.
با این حال، در بیماران کووید ۱۹، افراد با گروه خونی O فقط ۲۵٪ و گروه خونی A را ۴۱٪ تشکیل می‌دادند.
افراد دارای خون O در این تحقیق یک چهارم (۲۵ درصد) مرگ و میر را تشکیل می‌دهند. درحالی که پراکندگی گروه خونی O در مردم ووهان ۳۲ درصد است.
این تحقیق بر اساس ۲۱۷۳ نفری که آزمایش آنها مثبت بود، از جمله ۲۰۶ نفری که پس از ابتلا به ویروس فوت کردند، از سه بیمارستان در هوبئی ارزیابی شد.
دانشگاهیان داده‌های بیماران مبتلا در ووهان را با ۳۶۹۴ فرد غیر آلوده در همان منطقه مقایسه کردند.
از ۲۰۶ بیمار در این مطالعه که فوت کردند، ۸۵ نفر دارای خون نوع A بودند، معادل ۴۱ درصد از کل مرگ‌ها و ۵۲ نفر فوتی دارای گروه خونی O بودند که ۲۵ درصد مرگ را تشکیل می‌داد.
ارقام مربوط به همه مبتلایان، به ترتیب ۲۶ و ۳۸ درصد برای نوع O و نوع A است.

### کانادا
در نوامبر سال ۲۰۲۰، میل آنلاین مجدداً گزارشی از یک مطالعه مشابه منتشر کرد که نشان داد افراد با خون نوع A بیشتر در معرض خطر هستند.
محققان مؤسسه علوم ارزیابی بالینی در تورنتو کانادا ۲۲۵۵۵۶ نفر را که بین سال‌های ۲۰۰۷ تا ۲۰۱۹ آزمایش خون و یک سواب Covid در سال ۲۰۲۰ انجام داده‌اند را مورد بررسی قرار دادند.
مطالعه نشان داد که افراد دارای گروه خونی O مشخصا ۱۲ درصد کمتر از سایر گروه‌های خونی به ویروس کرونا مبتلا می‌شوند.
همچنین مشخص شد که افراد با گروه خونی ارهاش منفی (-A-, B-، AB و -O) به‌طور متوسط ۲۱ درصد کمتر از افراد با نوع مثبت به ویروس مبتلا می‌شوند.
همچنین افرادی که دارای گروه خونی O یا خون منفی هستند نیز به ترتیب ۱۳ و ۱۹ درصد کمتر به علائم شدید دچار شده یا می‌میرند.

### انگلستان
نتایج تحقیقات در انگلستان، حاکی از این بود که حدود ۱۵ درصد از افرادی که گروه خونی منفی دارند و تقریباً نیمی از آنها (حدود ۴۸ درصد) از نوع O هستند.
از هر هشت نفر یک نفر (۱۳ درصد) -O است که ۲۶ درصد کمتر دچار عفونت می‌شوند و ۲۸ درصد کمتر دچار علائم شدید یا مرگ می‌شوند.

### انجمن قلب مرکزی آمریکا
در ۵ آوریل ۲۰۲۱ جفری آندرسون از انستیتوی قلب مرکز پزشکی آمریکا واقع در ایالت سالت لیک سیتی (به انگلیسی: the Intermountain Medical Center Heart Institute in Salt Lake City,) با تحقیق روی ۱۰۰ هزار فرد که در فاصله زمانی میان ماه‌های مارس و نوامبر ۲۰۲۰ به کووید-۱۹ مبتلا شده بودند و آنالیز نتایج آماری، با انتشار مقاله‌ای اعلام نمودند هیچ نتیجه تحلیلی آماری که نشان دهنده تأثیر گروه خونی بر ریسک ابتلا و وخامت بیماری کویید ۱۹ باشد مشاهده نکردند و البته تأثیر عوامل دیگر محیطی بر اختلاف آماری را رد نکرده و همچنین اعلام نمودند دلیلی بر رد تحقیقات پیشین و اینکه چرا چنین نتیجه‌ای در تحقیقات دیگر یافت شده پیدا نکردند.
همچنین پذیرفته‌اند تفاوت‌های ژنتیکی، جغرافیایی و واریان‌ها صرفاً مختلف ممکن است منجر به دریافت اطلاعات انحرافی شود که بیانگر این است که برخی از گروه‌های خونی در معرض خطر بیشتری برای ابتلا به کرونا قرار دارند.

### ایران
در ۱۵ مارس ۲۰۲۱ چهار تن از استاتید و دانشجویان دانشگاه پزشکی گیلان با انتشار یک مقاله نتیجه تحقیقات خود بر روی سوابق پزشکی بیماران کووید ۱۹ در بیمارستانهای زیر مجموعه این دانشگاه را منتشر و در طی آن با توجه به آنالیز آماری پرونده‌های کامل (پرونده‌های دارای نقص حذف شدند) و با توجه به فاکتور پراکندگی و آمار گروه‌های خونی در جمعیت بومی اعلام کردند که هیچ نشانه معنا داری از میزان ابتلا به کووید ۱۹ و گروه خونی افراد شناسایی نشد و هیچ نشانه مشابهی با مقاله منتشره ووهان چین مشاهده نشده است و تنها فاکتوری مشخص که البته برای نتیجه قطعی قابل استفاده نمی‌باشد این است که بیماران مبتلا به ویروس کویید ۱۹ بیشتری با ارهاش مثبت ثبت شده‌اند.

## نتیجه برای گروه‌های خونی متفاوت
در نخستین روزهای شیوع کووید ۱۹ در چین، محققان چینی که تحقیقات زیادی برای شناسایی این ویروس نوپدید آغاز کرده بودند، اعلام کردند که ممکن است بعضی گروه‌های خونی بیشتر یا کمتر در معرض خطر ابتلا به کووید ۱۹ باشند.
بر اساس این تحقیق، افراد دارای گروه خونی A بیشترین و افراد دارای گروه خونی O کمترین آمار بستری در بیمارستان را داشتند، نتیجه اینکه افراد دارای گروه خونی A در برابر کروناویروس آسیب‌پذیرتر هستند. بقیه گروه‌های خونی در بین این دو گروه قرار دارند.
نتیجه این مطالعات می‌گوید: بر اساس بررسی‌هایی که روی ۲ هزار و ۱۷۳ مبتلای بستری در سه بیمارستان چین انجام شد، فقط ۱۰ درصد از مبتلایان، گروه خونی AB و ۲۵ درصد، گروه خونی O داشتند درحالی که باقی مبتلایان، گروه خونی A و B داشتند. با توجه به نتیجه این تحقیق می‌توان گفت، گروه خونی A بیشتر از سایر گروه‌های خونی مستعد ابتلا به عفونت است.
پس از گذشت ۴ ماه از پاندمی بیماری در حالی که تعداد مبتلایان به بیش از دو میلیون و ۱۶۰ هزار نفر رسیده بود، تحقیقات به نتایج قطعی‌تری رسید، هرچند هنوز جامعه پزشکی بر این یافته‌ها مهر تأیید صددرصدی نمی‌زند اما به آن توجه زیادی می‌نمایند.

## تفاوت گروه‌های خونی A و O
دانشمندان نروژی و آلمانی به این نتیجه رسیدند که میزان شدت نارسایی تنفسی در بیماران کووید۱۹ در نوع گروه خونی با واریانت «rs۶۵۷۱۵۲» حدود ۳۲ درصد و در واریانت «rs۱۱۳۸۵۹۴۲» حدود ۷۷ درصد بیشتر از بقیه بیماران بوده است. این کروموزم‌ها تعیین‌کننده خصوصیات گروه‌های خونی در ژن‌ها هستند. پیش از این محققان چینی در بررسی خود به این نتیجه رسیده بودند که میانگین تعداد بیماران کووید ۱۹ که گروه خونی A دارند از بقیه گروه‌های خونی زیادتر است. ضمناً از مدت‌ها پیش نیز دانشمندان به این نتیجه رسیده بودند که افراد با گروه خونی O کمتر به بیماری مالاریا مبتلا می‌شوند. از طرف دیگر پیشتر مشخص شده بود بدن کسانی که گروه خونی A دارند در مقابل طاعون مقاوم‌تر است. حدود ۳۷ درصد از آلمانی‌ها گروه خونی +A و ۳۵ درصد گروه خونی +O دارند. گروه خونی +B در ۹ درصد و گروه‌های خونی -A و -O در ۶ درصد آلمانی‌ها دیده شده است. همچنین نادرترین گروه‌های خونی +AB با ۴ درصد،B با دو درصد و -AB با یک درصد در آلمان است.

## توضیح علمی
به شکل معناداری وجود دارد. با توجه به پیوندهای پیچیده فیزیکی و شیمیایی که بین ویروس و سلول‌های میزبان وجود دارد پیشرفت بیماری در افراد مختلف متفاوت است. در پاندمی عفونت کووید از نوع سارس (به انگلیسی: SARS-CoV)، محققان دریافتند که گلیکوزیلاسیون O یا اتصال کربوهیدرات‌ها به گروه اکسیژن موجود در پروتئین‌ها، نقشی اساسی در ایجاد و گسترش بیماری دارد. برای کووید ۲ سارس (به انگلیسی: ۲-SARS-CoV)، محققان دریافتند که ممکن است اتفاق مشابهی رخ دهد و گلیکوپروتئوم O یکی از اجزای مهم عفونت است.

## نتیجه
بر اساس نتایج تحقیقاتی که فروردین ۱۳۹۹ توسط محققان دانشگاه‌های معتبر جهان همچون دانشگاه ویرجینیا انجام شد، گروه‌های خونی از بابت قندها و پروتئین‌های همراه با یکدیگر متفاوت هستند و همین تفاوت، به مصونیت بعضی گروه‌های خونی در مقابل ویروس منجر می‌شود. با وجود این نتایج تحقیقات، جامعه پزشکی متفق است که «هیچ گروه خونی از ابتلا به بیماری‌های ویروسی و عفونی مصون نیست» و هنوز ارتباط بین گروه خونی و ابتلا به کووید ۱۹، در مرحله پژوهش است و حتی دارندگان گروه خونی O نیز هم با نزدیکی با یک مبتلای کووید ۱۹ و رعایت نکردن فاصله‌گذاری اجتماعی و پروتکل‌ها، حتماً به ویروس کرونا مبتلا خواهند شد.
در نهایت فعلاً از جمع‌بندی کلی تحقیقات اینگونه مشخص است که افراد با گروه خونی A در مقایسه با دیگر گروه‌های خونی، ۴۵ درصد ریسک ابتلاء بیشتر به بیماری کروناویروس کووید ۱۹ مواجه هستند. از سوی دیگر، افراد با گروه خونی O، با ۳۵ درصد ریسک ابتلاء کمتر به نوع شدیدتر کووید ۱۹ قرار دارند.